# Municipio de Monument
El municipio de Monument (en inglés: Monument Township) es un municipio ubicado en el condado de Logan en el estado estadounidense de Kansas. En el año 2010 tenía una población de 141 habitantes y una densidad poblacional de 0,51 personas por km².

## Geografía
El municipio de Monument se encuentra ubicado en las coordenadas 39°2′48″N 101°3′48″O / 39.04667, -101.06333. Según la Oficina del Censo de los Estados Unidos, el municipio tiene una superficie total de 276.6 km², de la cual 276,6 km² corresponden a tierra firme y (0 %) 0 km² es agua.

## Demografía
Según el censo de 2010, había 141 personas residiendo en el municipio de Monument. La densidad de población era de 0,51 hab./km². De los 141 habitantes, el municipio de Monument estaba compuesto por el 93,62 % blancos, el 2,84 % eran afroamericanos, el 0,71 % eran amerindios, el 2,84 % eran de otras razas. Del total de la población el 2,84 % eran hispanos o latinos de cualquier raza.